# Marie-France Colignon
Pour les articles homonymes, voir Colignon.
Marie-France Colignon, née le 16 novembre 1959, est une judoka française. Elle compte à son palmarès un titre européen.

## Palmarès international
| Année | Compétition           | Lieu       | Résultat | Catégorie      |
| ----- | --------------------- | ---------- | -------- | -------------- |
| 1980  | Championnats du monde | New York   | 3e       | Moins de 48 kg |
| 1982  | Championnats d'Europe | Oslo       | 3e       | Moins de 48 kg |
| 1982  | Championnats du monde | Paris      | 2e       | Moins de 48 kg |
| 1984  | Championnats du monde | Vienne     | 2e       | Moins de 48 kg |
| 1985  | Championnats d'Europe | Landskrona | 1re      | Moins de 48 kg |